# Mandevilla eximia
Mandevilla eximia är en oleanderväxtart som först beskrevs av William Botting Hemsley, och fick sitt nu gällande namn av R. E. Woodson. Mandevilla eximia ingår i släktet Mandevilla och familjen oleanderväxter. Inga underarter finns listade i Catalogue of Life.